# Sefer Halilović
Sefer Halilović, född 6 januari 1952 i Prijepolje, är en bosnisk politiker, parlamentsledamot och partiledare för Bosanskohercegovačka Patriotska Stranka-Sefer Halilović, BPS.
Halilović var den bosniska arméns förste överbefälhavare (1992-1993) under Bosnienkriget. Han var tidigare misstänkt för krigsförbrytelser, men på grund av brist på bevis frikändes han i november 2005 av Internationella krigsförbrytartribunalen för det forna Jugoslavien.